# 大金天命云板
大金天命云板，后金天命八年（1623年）铸造于牛庄城（今属辽宁省鞍山市海城市）的一块铁质云板，上铸楷书铭文“大金天命癸亥年铸牛庄城”11字，现藏于沈阳故宫。

## 历史
大金天命云板铸造于后金天命八年（1623年），也就是后金修建牛庄城的同一年，铸成之后曾使用于牛庄边台。乾隆年间，清廷将三岔河巡检司移驻牛庄，称牛庄巡检司衙门，为管理民人的行政机构，大金天命云板曾被放置于该机构。牛庄巡检司衙门旧址原在牛庄城内，后迁到牛庄北关小学道东，云板也随之搬迁。
民国时期，云板的历史价值被发现，在1922冬天将其送到海城他山公园保管，民国13年（1924年）《海城县志》和满洲国康德四年（1937年）《海城县志》对此都有记载。由于管理混乱，该云板后被附近一所小学用作报时的钟。
1955年，沈阳故宫到海城征集文物时发现大金天命云板，经专家鉴定后认为其属于极具价值的文物，于是沈阳故宫工作人员新买了一个手摇铃铛与学校交换，最终将大金天命云板入藏沈阳故宫。

## 形制
大金天命云板，全高55.5厘米，上部宽44.5厘米，厚1.2厘米，重12.5千克。铁质，为生铁一次浇筑而成。板上部中间有一个透孔可用于系绳，首、尾均呈云朵状，板身则呈长方形，板身正面铸11字楷书铭文，上下云朵表面铸卷草花纹，云头内各铸有一朵凸起花卉；背面铸纹较少，仅在下部云头内铸有少量花卉纹饰。两面下部中心均为圆形敲击凸点，周围饰有花瓣纹，一说为菊花纹。

## 铭文
铭文分左右各两行及下方一个单字，右侧一行五字“大金天命癸”及下方单字“城”为双勾阴文，左侧一行五字“亥年铸牛庄”为凸起阳文。铭文合为“大金天命癸亥年铸牛庄城”，其中“大金”为后金的国号，“天命”为努尔哈赤的年号，“癸亥年”为干支纪年中最后一个，此处具体是指天命八年（公元1623年），后金的牛庄城建城于天命八年，位于今辽宁省海城市西的牛庄镇。